# Église du Sacré-Cœur de Lungern
Pour les articles homonymes, voir Église du Sacré-Cœur.
 (février 2024).
L'église du Sacré-Cœur (allemand : Herz-Jesu-Kirche , litt. « cœur de Jésus ») est un édifice religieux catholique situé à Lungern, en Suisse.

## Situation et accès
L'édifice est situé au 109 de la rue de Brünig (Brünigstrasse), au sud du village de Lungern et non loin du lac du même nom. Plus largement, il se trouve dans le canton d'Obwald, en Suisse centrale.

## Histoire
L'église est construite entre 1891 et 1893 par Wilhelm Hanauer, August Hardegger, Heinrich Viktor von Segesser et Wilhelm Josef Tugginer. L'église actuelle est dédicacée au Sacré-Cœur de Jésus en 1893. Elle remplace un ancien édifice détruit en 1887 à la suite d'un orage : le seul vestige en est le clocher, placé à l'entrée nord du village. Une illumination est organisée sur sa façade en 2021.

## Structure
L'édifice, d'un style néogothique, trône au milieu d'une surélevation qui intègre le cimetière disposé en terrasses. Les constructeurs, qui exercent de manière plus large en Suisse centrale, ont pensée une forme architecturale répondant aux besoins plutôt que présentant des solutions nouvelles.

## Statut patrimonial
L'église avec son « complexe de cimetière en terrasses » est inscrite en catégorie B (importance régionale) de l'Inventaire suisse des biens culturels d'importance nationale et régionale.